# 멤피스의 스핑크스상

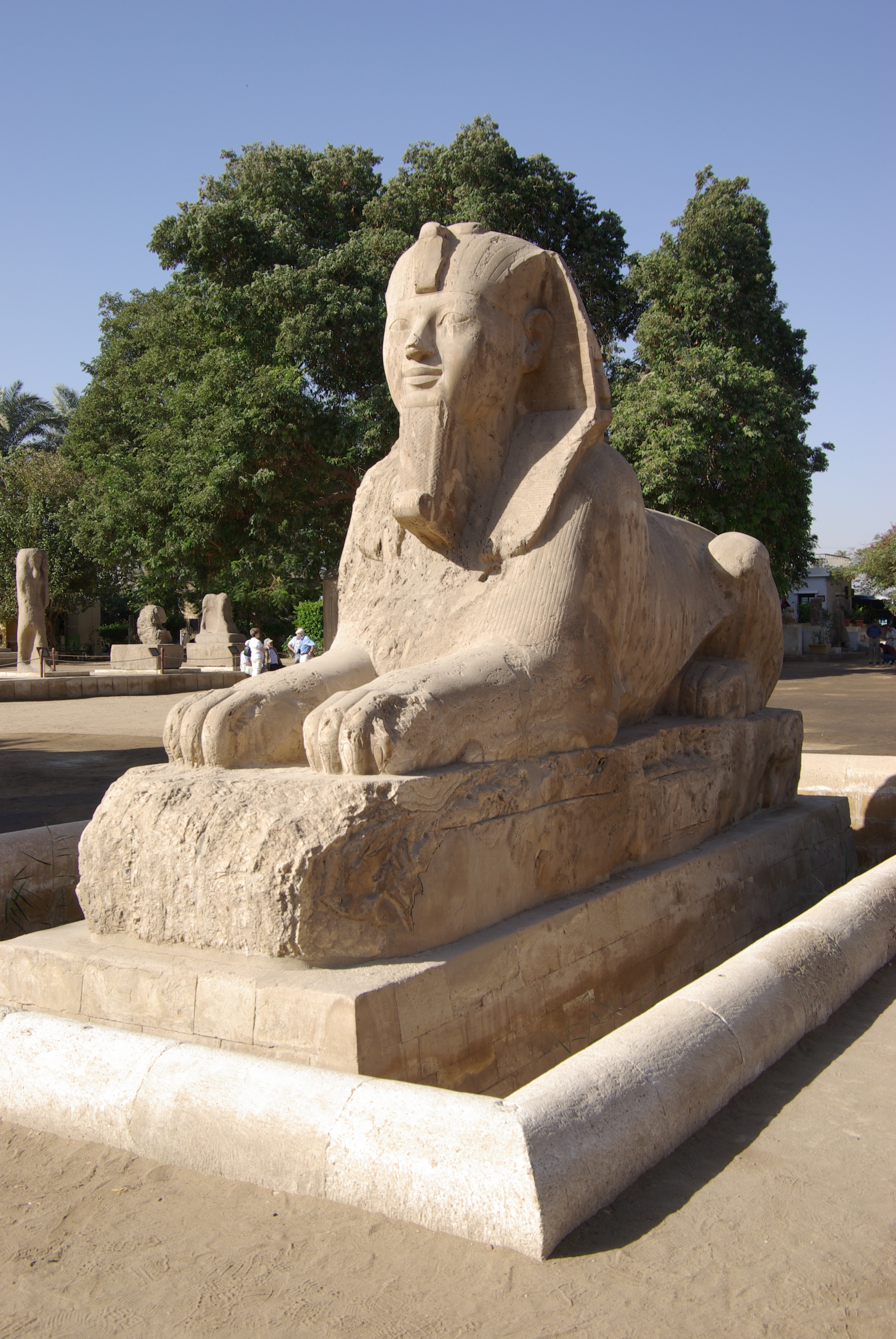
멤피스의 스핑크스

멤피스의 스핑크스상은 이집트 멤피스 유적 인근에 자리한 스핑크스 석상이다. 스핑크스상의 제작연대는 이집트 제18왕조 시기였던 기원전 1700년에서 1400년 사이에 제작된 것으로 추정되된다. 석상을 통해 기리고자 한 파라오가 누구인지는 알 수 없으며, 정보를 알 수 있는 비문도 따로 새겨져 있지 않다. 다만 얼굴에서 드러나는 특징으로 미뤄보았을 때, 하트셉수트설, 아멘호테프 2세설, 아멘호테프 3세설 등이 제기되고 있다.

## 역사

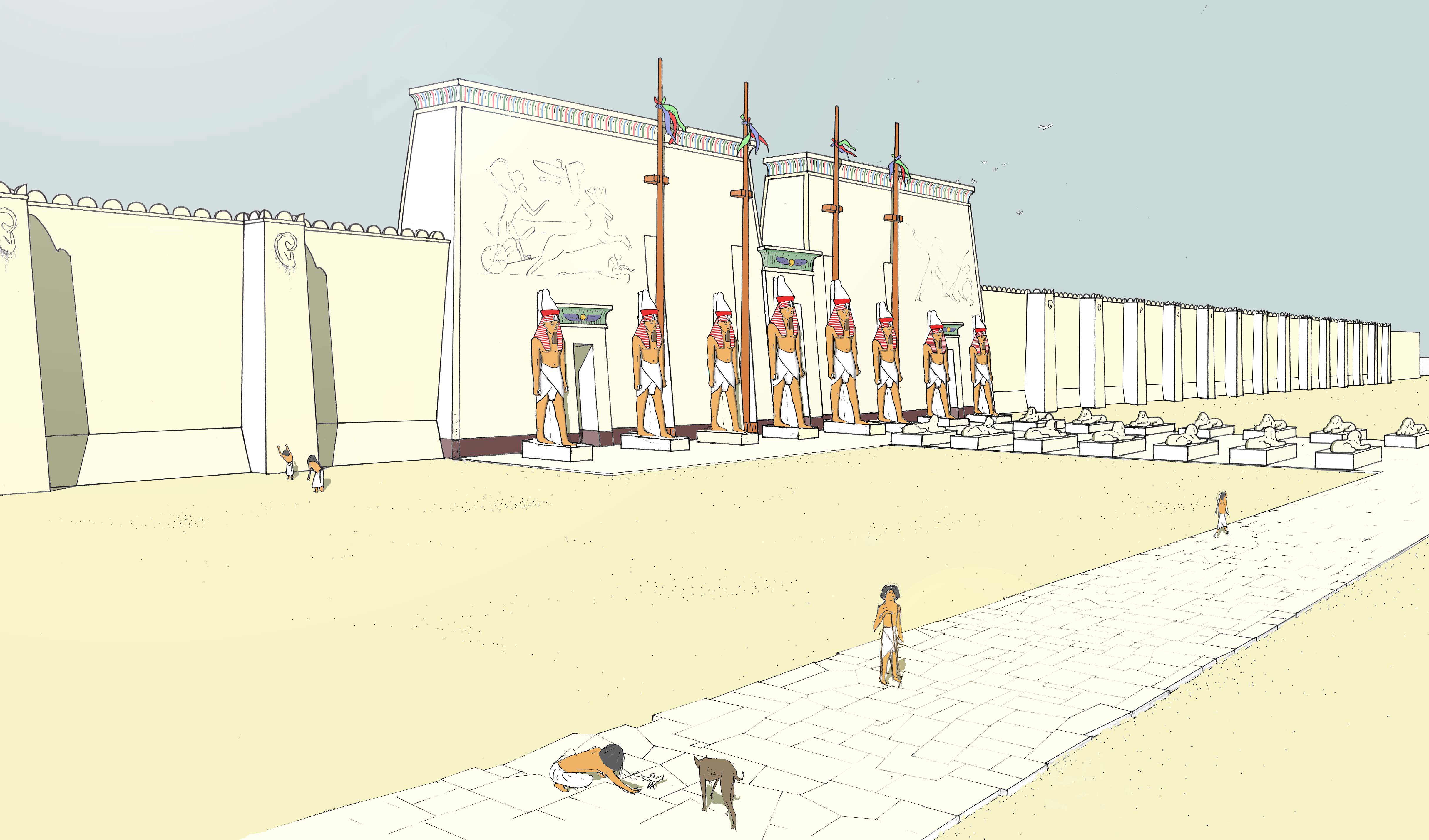
당시 멤피스 프타 신전의 복원도

멤피스의 스핑크스상은 1912년 미국 브리티시 스쿨이 발견한 것으로, 모래 언덕에 독특한 형태로 튀어나온 석재를 우연히 살펴본 결과 드러난 것이다. 첫 발견 당시의 발굴조사는 이렇다 할 성과를 거두지 못했지만, 1년 후 1913년 추가 발굴조사를 통해 그 석재가 스핑크스의 꼬리라는 것이 밝혀지면서 그 존재가 알려졌다.
석상에 사용된 재질은 방해석으로, 지금까지 발견된 가장 큰 방해석 석상이기도 하다. 이 때문에 멤피스의 스핑크스상은 '멤피스의 알라바스터 스핑크스상', '방해석 스핑크스상'이라고도 부른다.
방해석은 황백색의 부드러운 암석으로, 단순하고 흔하여 오랜 세월 동안 전세계 각지에서 채석된 천연석 중 하나다. 고대 이집트에서는 방해석을 태양신과 연관지어 생각하였으며 석상의 재료로 종종 사용하였다.
멤피스의 스핑크스상의 규모는 길이 8m, 높이 4m로, 왠만한 건축물 크기인 기자의 대스핑크스에 비하면 아담한 규모의 석상이다. 무게는 90톤으로 추정된다. 석상을 떠받치는 기단부는 모래에서 솟아오른 듯한 형태로 깎여 있다. 왼편에는 줄무늬가 새겨져 있는데 당대 이집트 조각상에서는 찾아보기 힘든 특징이다.
멤피스의 스핑크스상은 이집트 종교관의 세계 창조신 중 하나인 프타를 기리는 사원 인근에 세워졌다. 이후 멤피스 사원은 폐허로 전락하였으나, 당시 약탈에서 살아남은 몇 안되는 걸작으로 남게 되었다.

## 같이 보기
- 타하르코의 스핑크스